# Falsacalolepta granulipennis
Falsacalolepta granulipennis är en skalbaggsart som beskrevs av Stefan von Breuning 1970. Falsacalolepta granulipennis ingår i släktet Falsacalolepta och familjen långhorningar. Inga underarter finns listade i Catalogue of Life.